# Апий Клавдий Пулхер (претор)
Вижте пояснителната страница за други значения на Апий Клавдий Пулхер.
Апий Клавдий Пулхер (на латински: Appius Claudius Pulcher) e политик на Римската република.
Той е син на Апий Клавдий Пулхер. През 90 пр.н.е. е едил и прави игрите jocs megalesis. През 89 пр.н.е. е избран за претор и след това за пропретор. Племенникът му Луций Марций Филип го задрасква през 86 пр.н.е. от листата на сенаторите.
През 82 пр.н.е. е убит в улична битка в Рим.
Апий Клавдий Пулхер е женен за Цецилия.